# NGC 4725
NGC 4725 é uma galáxia espiral barrada (SBab/P) localizada na direcção da constelação de Coma Berenices. Possui uma declinação de +25° 30' 00" e uma ascensão recta de 12 horas, 50 minutos e 26,5 segundos.Esta a aproximadamente a 40 milhões de anos luz da terra 
A galáxia NGC 4725 foi descoberta em 10 de Abril de 1785 por William Herschel.